# Courtenay Pole (2e baronnet)
Courtenay Pole, 2e baronnet (1619-1695), de Shute, Devon, est un homme politique anglais, dont on se souvient surtout comme le commanditaire de la taxe au foyer, qui lui a valu le surnom moqueur de « Sir Chimney Pole ».

## Origines

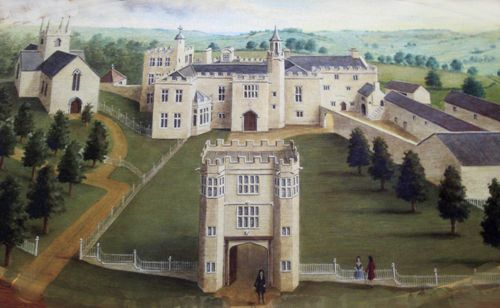
Old Shute House, Devon - Ancien siège de la famille Pole

Il est le deuxième fils de John Pole, 1er baronnet et sa première épouse Elizabeth Howe, fille de Roger Howe de Londres. Il fait ses études à Lincoln's Inn. Pendant la guerre civile, la famille est divisée dans ses loyautés : John soutient la cause parlementaire, alors que Courtenay et son frère aîné William sont des cavaliers. Courtenay est à Exeter lorsque la ville se rend aux forces parlementaires en avril 1646 et paie l'amende habituelle imposée à ceux qui combattaient pour le camp des perdants. Il passe les années suivantes à gérer les domaines familiaux, son père étant allé vivre dans la maison de sa seconde épouse à Bromley.
À la mort de son père en 1658 (son frère aîné étant décédé en 1649), il hérite du domaine familial de Shute. Son père possède un grand domaine dans le comté de Meath en Irlande, mais dans la confusion qui suit la Rébellion irlandaise de 1641, son fils n'a pas pu le récupérer.
Il est élu député au Parlement d'Angleterre pour Honiton en 1661 et nommé haut shérif du Devon pour 1681-1682.

## Taxe de foyer
C'est un parlementaire extrêmement actif et consciencieux, qui siège à de nombreux comités. Sa principale réalisation est la taxe au foyer de 1662, qu'il propose et fait adopter par la Chambre des communes. L'impôt, bien qu'assez efficace, s'avère très impopulaire, et la réputation de Pole en souffre en conséquence. Il est impitoyablement ridiculisé en tant que "Sir Chimney Pole". Des années plus tard, dans un débat sur une question entièrement distincte, un autre député l'attaque comme « l'auteur de l'impôt le plus vexatoire sur le peuple qui ait jamais été connu ». En tant que membre du parti de la Cour, il juge préférable de ne pas se présenter aux élections générales de 1679, car l'humeur publique est très hostile au gouvernement. L'impôt sur les foyers est de nouveau relevé, ses ennemis se moquant qu'il ne pouvait guère s'attendre à trouver un siège au Parlement dans "n'importe quel endroit avec des cheminées". D'autre part, ses services au gouvernement lui valent la faveur durable du roi Charles II. Le roi, dont on ne pouvait pas toujours se fier à la gratitude, intervient personnellement pour aider Pole à récupérer ses terres irlandaises, écrivant à James Butler (1er duc d'Ormonde) que les « services signalés » de Pole devraient être récompensés par « une gentillesse extraordinaire ». Ormonde s'avère inefficace, peut-être à cause des liens étroits de Pole par mariage avec l'impopulaire Robert Shapcote, ancien procureur général d'Irlande, dont la loyauté envers la Couronne est suspecte. Pole vend finalement les terres à un prix sous-évalué.

## Dernières années
Son élection en tant que haut shérif du Devon en 1681 est une marque de faveur royale continue. Il devient Recorder de Honiton en 1685 mais est démis de ses fonctions en 1687, en raison de ses doutes sur les politiques pro-catholiques de Jacques II. Il semble avoir soutenu passivement la Glorieuse Révolution, mais est trop vieux et trop infirme pour jouer un nouveau rôle dans la politique.

## Famille
Il est enterré à Shute le 13 avril 1695. Il épouse Urith, la fille de Thomas Shapcote, avocat d'Exeter et cousin de Robert Shapcote (en), et a cinq enfants dont trois survivent à la petite enfance : John Pole, 3e baronnet, Penelope, qui épouse Francis Robartes, et Jane, qui épouse comme sa seconde épouse Coplestone Bampfylde (2e baronnet) ; après sa mort, elle se remarie avec Edward Gibbons de Devon.